# Ваза з рожевими трояндами
«Натюрморт: Ваза з рожевими трояндами» (англ. Still Life: Vase with Pink Roses або «Троянди» (англ. Roses - картина голландського художника Вінсента Ван Гога, написана в 1890 році в Сен-Ремі-де-Прованс . Знаходиться в Національній галереї мистецтва у Вашингтоні ( США ).

## Історія
У той час, коли робота була написана, Ван Гог готувався покинути лікарню для душевнохворих в Сен-Ремі-де-Прованс і перебратися до притулку в тихому містечку Овер-сюр-Уаз за межами Парижа . Це полотно і його картина « Рожеві троянди » зі схожим  датуванням відображають оптимізм, який Ван Гог відчував у той час відносно свого майбутнього, що проявилося як у виборі кольорів як предмета, так і в колірній гамі , що   використана.

## Опис
Картина «Троянди» написана Ван Гогом незадовго до звільнення з лікарні для душевнохворих в Сен-Ремі-де-Прованс . До кінця свого перебування в Сен-Ремі і в передчутті майбутніх днів в Овер-сюр-Уаз Ван Гог передавав свій оптимізм і ентузіазм, малюючи квіти. Про той час, коли Ван Гог написав цей натюрморт, він написав своїй матері: «Але для здоров'я, як ви говорите, дуже необхідно працювати в саду і спостерігати за зростаючими квітами»  ; «Останні дні в Сен-Ремі я працював як божевільний. Прекрасні букети квітів, фіолетові іриси, чудові букети з троянд »  .
Хоча не вважається, що у Ван Гога є певна асоціація для троянд, очевидно, що він бачив всі квітучі рослини як святкування народження і відродження - як наповненість життям. Це почуття підкреслюється свіжим зеленим фоном, який має ніжний колір свіжого листя навесні "  . Хвилеподібні стрічки фарби, нанесені діагональними штрихами, оживляють полотно і відтворюють завиті форми квітів і листя. Спочатку троянди були рожевими і створювали контраст додаткових кольорів з зеленим, проте колір троянд збляк згодом  .
Картина є одним з декількох прикладів у Ван Гога перенасиченості в натюрморті: площину картини переповнена вазою і надлишком квітів. Іншими прикладами є «Натюрморт з гвоздиками» і «Натюрморт з анемонами»  . Вважається, що рясний букет троянд - один з найбільших і найкрасивіших натюрмортів художника. Ван Гог намалював ще одну картину з троянд в Сен-Ремі, яка виставлена в Метрополітен-музеї в Нью-Йорку  .
Коли Ван Гог покинув Сен-Ремі 16 травня. Обидві картини з троянд з дуже густою фарбою були залишені для висихання і прибутку в останню резиденцію Ван Гога в Овер-сюр-Уаз до 24 червня  .